# Kvarteret Fänriken

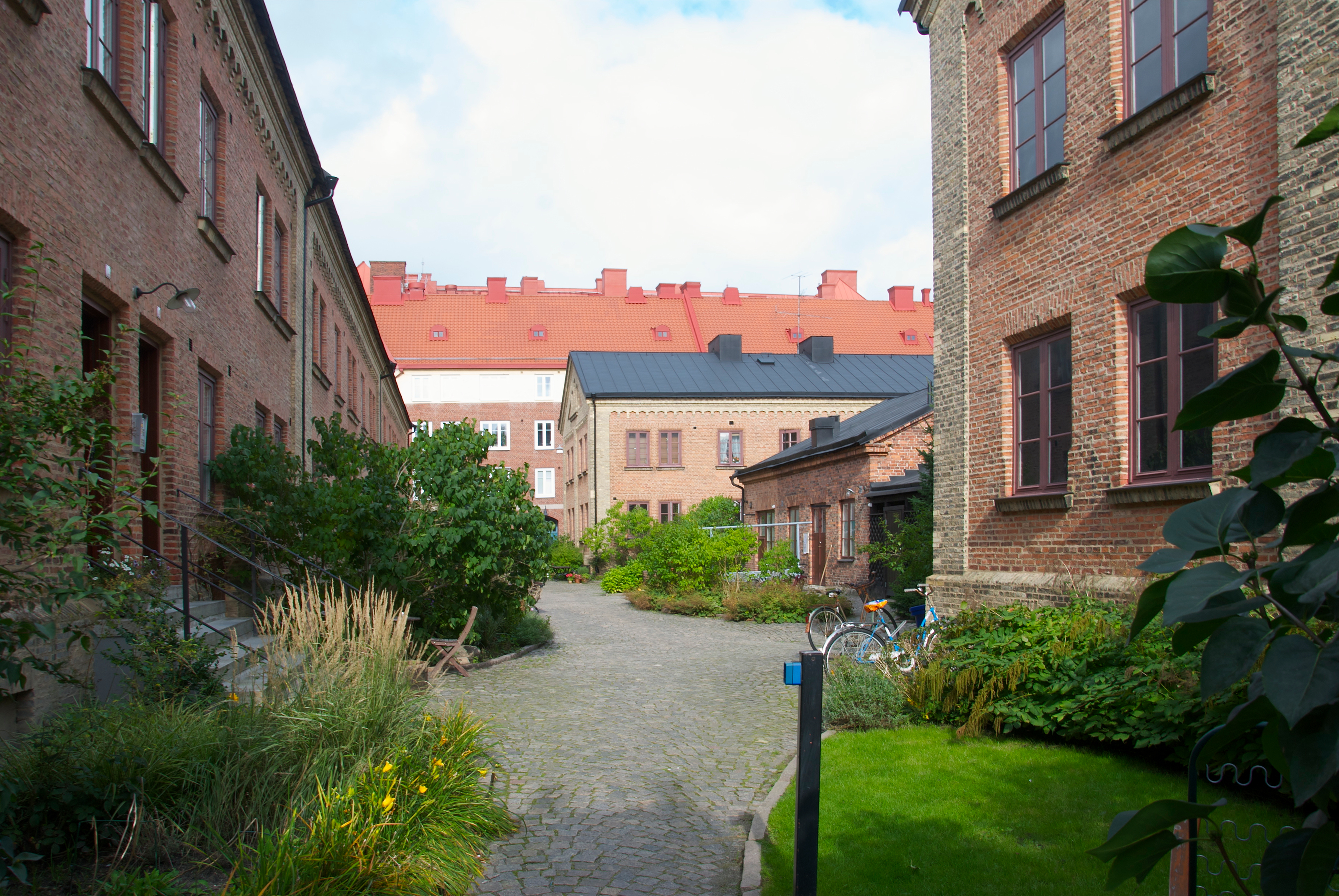
Kvarteret Fänriken, september 2011.

Kvarteret Fänriken är beläget i Haga, Haga 7:1, i Göteborg. Runt kvarteret löper Haga Östergata, Västra Skansgatan, Haga Nygata och Mellangatan. Hela kvarteret är sedan 15 april 2004 byggnadsminne enligt Kulturmiljölagen.

## Beskrivning
Kvarteret omfattar fyra friliggande bostadshus kring en gård och ett tidigare brygghus i mitten. Bostadshusen är i två våningar med tegeltäckt sadeltak. Fasaderna är av rött tegel med detaljer i gult tegel. Vissa gavlar har blindfönster. På gården finns planteringar med syrénbuskar. Gården är täckt med gatsten och avgränsas med enkla järnstaket. 
Byggnaderna är friliggande och grupperade kring en gård med en ekonomibyggnad i mitten. Mot gatan avgränsas gården med smidesstaket. Byggnaderna är utformade i en enkel och välproportionerad tegelarkitektur med romanska drag. Lägenheterna omfattade ett rum och kök. Av kvarterets 64 lägenheter hyrdes ursprungligen 56 ut som arbetarbostäder och två lägenheter slogs samman till en inspektorsbostad.
Kvarteret uppfördes efter ritningar av Adolf W. Edelsvärd. Han var en av Göteborgs mest framstående arkitekter i mitten av 1800-talet och var chef för Statens Järnvägars arkitektkontor. Från England hämtade han sina arkitekturideal, som han praktiserade i exempelvis Hagakyrkan, Klippans kapell och Engelska kyrkan.

## Historik

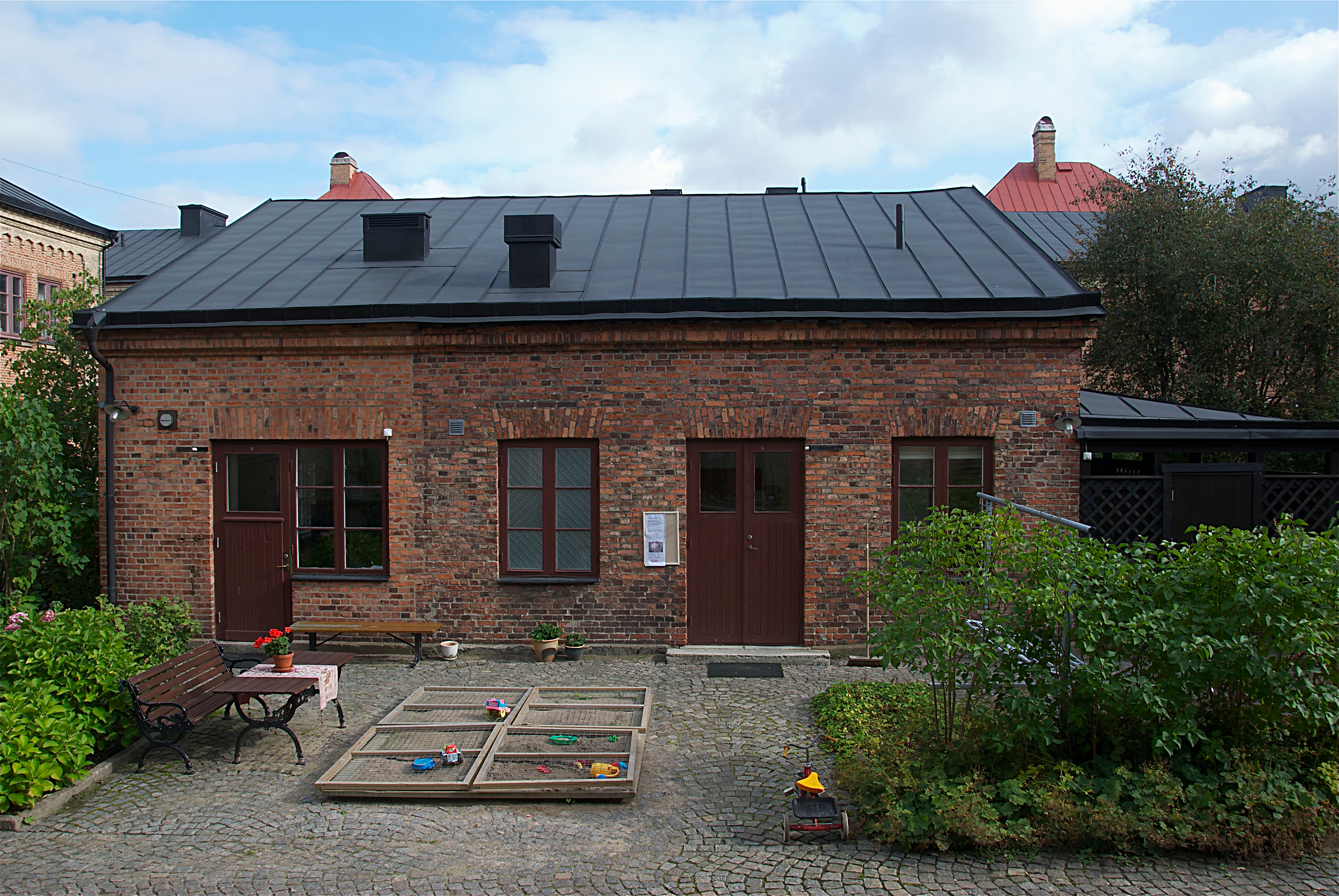
Kvarteret Fänriken hade uthus med avträden på gården fram till 1939. Därefter byggdes gårdshuset om och fungerade som brygghus. Idag är det en ekonomibyggnad

Haga började bebyggas 1640 vid Skansbergets fot. Stadsplanen för Haga färdigställdes 1660 och blev därmed Göteborgs första planlagda förstad och äldsta arbetarstadsdel utanför vallgraven. Haga kom efter rivningen av Göteborgs befästningar vid 1800-talets början att utvidgas mot norr. Den äldsta bebyggelsen bestod av timrade hus i en till två våningar.
I mitten av 1840-talet ökade bostadsbristen till följd av etableringen av industrier i Göteborg. I den rådande liberala tidsandan överlät kommunen bostadsbyggandet till marknaden och enskilda filantropiska initiativ. Robert Dicksons stiftelse kom att uppföra flera arbetarbostäder och i anslutning till dem allmänna och sociala inrättningar. Dicksons verksamhet i Haga hade startat redan vid 1800-talets mitt, då man uppförde tio stycken envåningsbostäder av trä. Vid sidan av bostäderna uppfördes också ett badhus och ett folkbibliotek.
De så kallade landshövdingehusen med bottenvåning i sten och två våningar i trä började uppföras på 1870-talet. På 1920-talet var Haga nästan utbyggt och karakteriserades av både trä- och stenhusbebyggelse i två eller tre våningar. I det friliggande huset med långfasad mot Haga Nygata anpassades bottenvåningens fyra lägenheter till två skollokaler åt Göteborgs folkskolestyrelse. Till lokalerna hörde även tjänstebostäder åt lärarinnorna. I ett av husen inrättades också bibliotek.
Toaletter installerades 1939 i trapphusen, två per våningsplan. Avträdena som tidigare inrymts i gårdshuset revs i samband med denna ombyggnad. Tvättstugedelen i tegel bevarades och tillbyggdes i norr. I början av 1980 gjordes nästa stora upprustning av kvarteret. Köken moderniserades och samtliga lägenheter fick egen toalett och dusch. Moderniseringen genomfördes med små ingrepp i befintliga konstruktioner. En stor del av befintliga detaljer såsom lister, dörrar och paneler bevarades. Dicksonska stiftelsen tilldelades 1982 års utmärkelse för god byggnadskonst av Per och Alma Olssons fond för den varsamma renoveringen.